# 夢の姿
『夢の姿』（ゆめのすがた、ドイツ語：Das Traumbild ）K.530は、ヴォルフガング・アマデウス・モーツァルトが作曲した歌曲（リート）。『夢の像』とも訳される。

## 概要
モーツァルトは1日に数曲のリートを作曲することができる能力を持っていた。この歌曲は1787年11月6日に作曲され、前作『小さなフリードリヒの誕生日』K.529と同じ日にプラハで作られた。そして手紙と共に友人のゴッドフリート・フォン・ジャカンに送られ、『ルイーゼが不実な恋人の手紙を焼いたとき』K.520と同様にジャカンの曲として出版された。
曲は22小節と比較的小さく、外見も単純であるが、内容的には非常に情熱的である。夢の中で出会った恋人を探し求め、再会を願うという内容の歌詞によっており、曲想はオペラ『フィガロの結婚』の中のスザンナのアリア「恋人よ、早くここへ」を想起させる。その簡単な粧いの中に深い味わいを持っている。
詞は、ルートヴィヒ・ハインリヒ・クリストフ・ヘルティの詩による。

## 関連作品
- 小さなフリードリヒの誕生日 K.529